# 古琉球
古琉球 （こりゅうきゅう）は、「琉球」（現在の沖縄県（先島諸島の宮古・八重山列島と、しばしば奄美群島（鹿児島県）を含む）の歴史区分である。
農耕社会の成立（12世紀頃）から、琉球王国の成立まで。または1609年の薩摩藩による琉球侵攻までとする場合もある。

## 伊波普猷の著書に由来
古琉球の名称は、伊波普猷による学術書『古琉球』に由来する。1911年に出版され、沖縄の歴史・琉球諸語・民俗・琉球文学などを研究した沖縄学の古典文献と位置付けられている。『おもろさうし』、『中山世鑑』と並び今日まで改訂刊行されている。
伝説や史書によると天孫氏王統に始まり舜天王統、英祖王統、三山の各王国など複数の王朝が栄えたという。
また三山統一と琉球王国の成立までは各地の按司がグスクを築いて覇を争ったことから考古学の分野ではグスク時代（按司時代とも）と言う。
琉球に実態を伴った統一王朝が成立し、また先島諸島や奄美群島がその版図に含まれるようになったのは琉球王国の成立後だとされている。
グスク時代以前は貝塚時代と呼ばれる狩猟採集の時代だったとされる。
琉球の神話や伝承では古琉球・グスク時代以前の先史時代は神話時代としてあまん世（あまんゆ）とか裸世（はだかゆ）、蒲葵ぬ葉世（くばぬはゆ）などと呼ぶ。
あまんとはヤドカリのことで、「ヤドカリ時代」ないしは「ヤドカリぐらいしかいなかった頃」、「ヤドカリぐらいしかいなかった琉球に人が住み始めた頃」という意味であり、蒲葵（くば）とはビロウのことで、ビロウの葉を腰蓑としていた時代という意味である。また三山時代後期から琉球王国消滅までの、明や清に朝貢して冊封体制に組み込まれていた時期を唐世と呼ぶ。
先島諸島においては出土する土器の分類から古琉球の時代は新里村期（12～13世紀）と中森期（13～17世紀）に分けられている。
中国の史書ではある時期まで沖縄と台湾は「流求」（琉球）として一纏めに呼称されているので注意が必要である。
沖縄のみを指す琉球の呼称が定着するのは三山時代（明代）であり、それ以前の中国側の流求についての記述は概ね現在の台湾のことだとされている（例『宋史』「流求国伝」）。

## 新版
- 『古琉球』（再版）沖縄タイムス社〈伊波普猷選集 上巻〉、1969年、1-136頁。
- 『伊波普猷全集 第一巻』平凡社、1974年
- 『古琉球』岩波文庫、外間守善解説、2000年。ISBN 400381021X